# Tour de Flandes 1939
El Tour de Flandes 1939 es la 23.ª edición del Tour de Flandes. La carrera se disputó el 2 de abril de 1939, con inicio en Gante  y final en Wetteren después de un recorrido de 230 kilómetros. 
El vencedor final fue el belga Karel Kaers, que se impuso en solitario en la llegada a Wetteren. Los también belgas Romain Maes y Edward Vissers fueron segundo y tercero respectivamente.

## Clasificación final
|    | Ciclista                | Equipo             | Tiempo     |
| -- | ----------------------- | ------------------ | ---------- |
| 1  | Karel Kaers             | Alcyon-Dunlop      | 6h 32' 00" |
| 2  | Romain Maes             |                    | + 10"      |
| 3  | Edward Vissers          | Alcyon-Dunlop      | + 1' 15"   |
| 4  | Roger van den Driessche | Essor              | + 2' 30"   |
| 5  | Auguste Toubeau         | Essor              | + 2' 30"   |
| 6  | Frans Spiessens         | Helyett-Hutchinson | + 2' 40"   |
| 7  | Sylvain Grysolle        | Dilecta-Wolber     | + 2' 40"   |
| 8  | Jef Moerenhout          | Colin              | + 2' 40"   |
| 9  | Frans Bonduel           | Dilecta-Wolber     | + 2' 40"   |
| 10 | Albert Hendrickx        | Labor-Dunlop       | + 2' 40"   |